# Ignacy IV (patriarcha Antiochii)
Ignacy IV, imię świeckie Habib Hazim (ur. 4 kwietnia 1920 w Mahardzie w pobliżu Hamy, zm. 5 grudnia 2012 w Bejrucie) – syryjski duchowny prawosławny, w latach 1979–2012 prawosławny patriarcha Antiochii i całego Wschodu.

## Życiorys
Urodził się w głęboko religijnej rodzinie arabskiej wyznania prawosławnego. Jego ojciec był nauczycielem wiejskim, a przyszły patriarcha urodził się jako najstarszy syn w wielodzietnej rodzinie. Po ukończeniu szkoły podstawowej był zmuszony na cztery lata przerwać naukę. Święcenia diakońskie przyjął w czasie studiów w Bejrucie (studiował filozofię). W 1945 ukończył studia z wyróżnieniem, jednak z powodu złej sytuacji materialnej nie mógł podjąć studiów teologicznych, lecz pracował jako nauczyciel w szkołach średnich i jako sekretarz firmy handlowej. Dopiero w 1949 mógł wyjechać do Paryża, gdzie uczył się w Instytucie św. Sergiusza prowadzonym przez Patriarchat Konstantynopolitański. Równocześnie był lektorem języka arabskiego na Sorbonie. Pracę końcową obronił w 1953. Po powrocie na Bliski Wschód zamieszkał w monasterze w Balamand, przy którym zorganizował seminarium duchowne. Przez wiele lat pełnił obowiązki jego dziekana.

### Biskup
W 1953 współtworzył międzynarodową prawosławną organizację młodzieżową Syndesmos. W 1961 miała miejsce jego chirotonia na biskupa Palmyry. W 1970 został podniesiony do godności metropolity i objął urząd metropolity Latakii. 2 czerwca 1979 wybrany na patriarchę Antiochii po śmierci patriarchy Eliasza IV.

### Patriarcha Antiochii
Wprowadził w zarządzanym przez siebie Kościele istotne reformy wewnętrzne, doprowadzając do ożywienia życia monastycznego i prac Świętego Synodu, uczynił wyższe wykształcenie obowiązkowym wymogiem dla kandydatów na biskupów. W 1988 otworzył pierwszym na Bliskim Wschodzie prawosławny uniwersytet w Balamand. Opowiadał się za ekumenizmem i porozumieniem wszystkich wyznań chrześcijańskich, które postrzegał jako drogę do pojednania z islamem. Brał udział w dialogu prawosławno-katolickim oraz w dialogu z Kościołami orientalnymi. Współorganizował misję prawosławną na Haiti w latach 80. XX wieku. Władał biegle językami francuskim, angielskim, rosyjskim i greckim.
Zmarł wskutek udaru mózgu w szpitalu w Bejrucie 5 grudnia 2012. Premier Libanu ogłosił w związku z tym żałobę narodową w dniu 10 grudnia. Nabożeństwo żałobne odbyło się w cerkwi św. Mikołaja w Bejrucie, zaś sam pogrzeb – w Damaszku, w krypcie patriarchów Antiochii przy katedrze patriarchalnej.
Jego następcą w dniu 17 grudnia 2012 wybrany został metropolita Europy Zachodniej i Środkowej Jan, który objął urząd jako Jan X.